# Qatar Total Fina Elf Open 2001
Qatar Total Fina Elf Open 2001 — тенісний турнір, що проходив на відкритих кортах з твердим покриттям Khalifa International Tennis Complex у Досі (Катар). Належав до турнірів 3-ї категорії в рамках Туру WTA 2001. Тривав з 12 до 18 лютого 2001 року. Перша сіяна Мартіна Хінгіс здобула титул в одиночному розряді.

## Фінальна частина

### Одиночний розряд
Мартіна Хінгіс —  Сандрін Тестю 6–3, 6–2
- Для Хінгіс це був 2-й титул за сезон і 69-й — за кар'єру.

### Парний розряд
Сандрін Тестю /  Роберта Вінчі —  Крісті Богерт /  Міріам Ореманс 7–5, 7–6(7–4)
- Для Тестю це був 1-й титул за рік і 6-й — за кар'єру. Для Вінчі це був єдиний титул за сезон і 1-й — за кар'єру.